# 富山市立光陽小学校
富山市立光陽小学校（とやましりつ こうようしょうがっこう）は富山県富山市にある公立小学校。

## 概要
校名の『光陽』の由来は、立山から昇る太陽を全身に浴び、健やかに子供が育つ、区画整理で環境整備された地域にふさわしい明るいイメージ、環境に配慮したエコスクールとして太陽光エネルギーの活用に結び付くため、としている。
情報化や環境保全など新しい時代に対応した学校づくりが特色である。19,979m2の敷地に鉄筋コンクリート造り3階建て校舎や体育館などを建設。オープンスペースをふんだんに取り入れた多目的教室や情報化に対応した校内LAN設備などを備える。太陽光発電システムも導入し、校内に発電量や蓄電量などを示すパネルも設置した。
校舎は平成15年度第34回富山県建築賞の一般の部に入選している。

## 沿革
- 2000年1月5日 - 新設校の名称が『光陽』に決定[2]。
- 2001年12月17日 - 小学校校舎完成。総事業費は25億7,500万円[3]。
- 2002年4月6日 - 開校式[5]。富山市立堀川小学校、富山市立蜷川小学校、富山市立西田地方小学校の校区の一部から生徒が移転した。この時点での学級数は18学級[3]。

## 通学区域
今泉西部町、掛尾栄町、掛尾町(字なし 354～402,416～460,473～509,512,513 番 2 号～514 番 1 号､ 515 番 1～3 号 516～548,601～648 番のみ)、掛尾町(千保寺割 125～175 番、744～746,747 の 1～747 の ４,748～755,756 の 1,756の 2,757の 1～757の７,1171,1172)、黒瀬、黒瀬北町一丁目～二丁目、新根塚町 二丁目～三丁目、太郎丸西町一丁目～二丁目、布瀬本町、布瀬町南一丁目～三丁目、根塚町一丁目～四丁目、二口町一丁目～五丁目

## 進学先
- 富山市立南部中学校